# George Ward Hunt
George Ward Hunt (30. července 1825, Buckhurst, Anglie – 29. července 1877, Bad Homburg, Německo) byl britský politik, dlouholetý poslanec Dolní sněmovny za Konzervativní stranu. Byl britským ministrem financí (1868) a v letech 1874–1877 zastával funkci ministra námořnictva.

## Životopis
Pocházel ze starobylé parlamentní rodiny, byl synem reverenda Roberta Hunta (1785–1853). V roce 1851 absolvoval univerzitu v Oxfordu a začal pracovat jako právník. V letech 1857–1877 byl poslancem Dolní sněmovny za Konzervativní stranu (v předchozích volbách v 50. letech dvakrát neuspěl). Na půdě parlamentu vynikl jako řečník a iniciátor reformních návrhů. V poslední Derbyho vládě zastával nižší post finančního tajemníka státního pokladu (1866–1868), v první Disraeliho vládě se stal kancléřem pokladu (ministr financí; 1868), v roce 1868 se zároveň stal členem Tajné rady. V druhé Disraeliho vládě zastával funkci prvního lorda admirality (ministr námořnictva; 1874–1877). Poslední léta života ve vysokém státním úřadu ale nezvládal kvůli zdravotnímu stavu. Kvůli dně trpěl silnou obezitou a v této souvislosti se uvádí perlička o nutnosti vyříznutí dodnes existujícího půlkruhu v čele stolu jednacího sálu admirality. Mimo jiné byl smírčím soudcem a zástupcem místodržitele v hrabství Shropshire.
Zemřel 29. července 1877 ve věku 52 let v německých lázních Bad Homburg v Hesensku. Jeho manželkou byla Alice Eden (1836–1894), dcera biskupa Roberta Edena. Měli spolu deset dětí, z nich vynikl syn Sir Allen Thomas Hunt (1866–1943), který sloužil u námořnictva a dosáhl hodnosti admirála.